# Живой труп (фильм-спектакль)
«Живо́й труп» — фильм-спектакль по одноимённой пьесе Л. Н. Толстого. Телеверсия поставлена режиссёрами Борисом Щедриным и Надеждой Марусаловой на сцене театра имени Моссовета в 1987 году. Премьера спектакля состоялась 15 мая 1981 года.

## Сюжет
Чувствуя, что окружающая жизнь погрязла в грязи и фальши, Фёдор Протасов не желает принимать участие «во всей этой пакости» и хочет убить себя, однако у него не хватает для этого смелости. Поэтому он убегает от своей жизни, попадает к цыганам, и вступает в отношения с певицей Машей. Но вскоре он бежит и от этой жизни и снова хочет покончить жизнь самоубийством.

## В ролях
- Леонид Марков — Фёдор Васильевич Протасов
- Ольга Остроумова — Елизавета Андреевна, жена Протасова
- Георгий Тараторкин — Виктор Михайлович Каренин
- Ирина Карташева — Анна Дмитриевна Каренина, мать Каренина
- Людмила Дребнёва — Маша, цыганка
- Валентина Карева — Саша, сестра Елизаветы Андреевны
- Анна Касенкина — Анна Павловна, мать Елизаветы Андреевны и Саши
- Виктор Демент — отец Маши
- Галина Жданова — Настасья Ивановна, мать Маши
- Константин Михайлов — Сергей Дмитриевич Абрезков, князь
- Николай Голубенко — Пётр, молодой цыган
- Борис Химичев — Стахович, приятель Протасова
- Николай Лебедев — Афремов, приятель Протасова
- Александр Бачуркин — Коротков, приятель Протасова
- Леонид Евтифьев — Иван Петрович
- Сергей Коковкин — Петушков, художник
- Владимир Гордеев — Артемьев
- Андрей Николаев — Вознесенский, секретарь Каренина
- Владимир Сулимов — судебный следователь
- Евгений Даничевский — письмоводитель
- Леонид Фомин — Мельников
- Анатолий Адоскин — адвокат
- Алексей Зубов — доктор
- Алексей Шмаринов — офицер у цыган
- Александр Пискарёв — музыкант
- Мария Кнушевицкая — дама в суде
- Ольга Якунина — няня
- Маргарита Юдина — Дуняша
- Владимир Горюшин — половой в трактире
- Василий Щелоков — курьер
- Андрей Цимбал — дворецкий

## Съёмочная группа
- Режиссёры-постановщики: Борис Щедрин, Надежда Марусалова (Иваненкова)
- Оператор-постановщик: Лев Стрельцин
- Художники-постановщики: Эдуард Кочергин, Лариса Мурашко
- Композитор: Александр Чаевский